# Bukkanahalli, Chintamani
Bukkanahalli là một làng thuộc tehsil Chintamani, huyện Kolar, bang Karnataka, Ấn Độ.